# جعفر برمکی
ابوالفضل جعفر بن یحیی برمکی(۱۵۰ ه.ق / ۷۶۷م – ۱۸۷ ه.ق / ۸۰۳م) در مدینه زاده شد. بر اساس روایت مسعودی مادر او عباده و بنابر روایت ابن خلکان عتابه و طبق گفته سایر منابع فاطمه نام داشته است که دختر محمد بن حسین بن قحطبه بود. پدر او یحیی بن خالد برمکی، وظیفه تعلیم و تربیت فرزندش جعفر را به فقیهی از مکتب حنفی به نام ابویوسف سپرد.  او فردی ماهر در سخنوری و خطاطی و خوشنویسی و نجوم بود که با تلاش ها و کاردانی هایش موفق شد در حکومت و نزد هارون به مقامی والا برسد و بسیار مورد تکریم خلیفه قرار گیرد. او علاوه بر مقام وزارت، در دوره هایی ریاست دیوان خاتم و برید و چند منصب دیگر را عهده‌دار شد. همچنین به علت لیاقت بسیار و درخشش در مناصب حکومت، دشمنان بسیاری پیدا کرد. مهمترین و مشهورترین اتفاق منتسب به او داستان عشق و علاقه میان او و «عباسه» خواهر هارون‌الرشید می‌باشد که طبق روایاتی، دلیل قتل او و از عوامل نابودی خاندان برمکی شد؛ البته نقد هایی نیز بر این ماجرا وارد است. جعفر در آخرین محرم سال ۱۸۷ هجری به دستور هارون و به‌دست مسرور خادم که نام دیگرش یاسر نیز میباشد به قتل رسید و سرش را نزد هارون بردند. اینکه چه شد هارون با آن همه علاقه و اعزاز، جعفر و برمکیان را از صحنه روزگار محو نمود خود ماجرایی است. 

## صفات و ویژگی ها
از جعفر در منابع با صفات و اخلاقیاتی چون سخاوتمند بودن، فصاحت کلام داشتن، کاردانی لایق، فردی فاضل و خطاط و خوشنویسی عالیقدر یاد کرده‌اند. همچنین گفته شده در آن زمان بین مردم به خوش‌لباسی شهرت داشته است. از دیگر ویژگی های او مهارتش در نجوم و ستاره‌شناسی را نیز میتوان نام برد. همچنین حکایتی از فضائل او آورده‌اند که روزی در بصره بین دو شخص اختلافی پیش می‌آید و از آنجا که این دو فرد در سخنوری و استدلال آوردن بسیار متبحر بودند حاکم بصره نمی‌توانست در کار آنها به نتیجه‌ای برسد پس دست به دامان ابویوسف قاضی در بغداد شد؛ به او نامه زده و ابویوسف در پاسخ، شخصی به نام عتبه که از نظر او ماهرترین شخص در قضاوت و داوری بود را نزد او در بصره فرستاد؛ عتبه نیز پس از شنیدن حرف هایشان نتوانست بفهمد که حق با کدام شخص است و مجبور شد داستان را به خلیفه گزارش دهد؛ خلیفه پس از احضار هر دو نفر به بغداد وظیفه قضاوت بینشان را به ابویوسف سپرد که او هم با وجود یک ماه تمام وقت صرف کردن به نتیجه‌ای نرسید! در آخر وظیفه را به جعفر سپردند؛ جعفر تنها با سپری کردن سه شبانه روز و مهمانداری از آنها بالاخره توانست به حقیقت ماجرا پی ببرد و همین امر باعث تحیر همه قضات و تحسین کردن بسیار جعفر شد. در هر حال طبق گفته اکثر منابع و روایت هایشان در شرح فضائل جعفر او را برترین شخص زمان خود در اکثر علوم مثل نجوم و طب و رمل و فصاحت کلام و صرف و نحو میدانستند و اینگونه برداشت میشود که او از استعداد فراوانی در همه زمینه ها بهره می‌برده است.

### علاقه به موسیقی
جعفر علاوه بر صفاتی که از او ذکر شد به موسیقی و شعر نیز علاقه بسیار داشت؛ حتی در منابع او را موسیقی‌دان نیز دانسته‌اند. جعفر از نوازندگان ماهر بسیار حمایت میکرد و آنها را دوست میداشت مانند ابراهیم موصلی و ابن جامی که از مشهورترین نوازندگان هم دوره او بودند. برای مثال یکی از حمایت هایی که جعفر از این افراد کرده بود ابراهیم موصلی است که تا مدتی نوازنده مخصوص هارون بود و خلیفه او را از خواندن در جمع های دیگر منع کرده بود اما با وساطت و خواهش جعفر، هارون از این دستور کوتاه آمد. علاوه بر اینها برادر هارون یعنی ابراهیم بن مهدی که او هم شاعر و شیفته موسیقی بود با جعفر بسیار مراوده داشت و جعفر را می‌ستود. همچنین از شعرایی که جعفر را مدح کرده‌اند میتوان از اشجع و ابومحمد یزیدی نام برد. این شیفتگی جعفر در موسیقی را حتی میتوان در تربیت دخترش نیز مشاهده کرد.

## فرزندان
از فرزندان جعفر به جز دختری به نام عریب و دو پسر به نام های یحیی و مالک آنهم با تردید، چیزی در منابع به چشم نمی‌خورد؛
مادر عریب کنیزی به نام فاطمه بوده است و پدر جعفر نیز به جد مخالف به کنیزی گرفتن او به واسطه پسرش بود، جعفر نیز به احترام پدر برای فاطمه خانه‌ای خریده و تربیت دخترشان عریب را نیز به عهده میگیرد. از آنجا که جعفر بسیار به موسیقی علاقه داشت در تربیت دخترش نیز از این امر افاقه نکرد، در نتیجه تربیت پدر، عریب به آوازه‌خوانی ماهر و محبوب تبدیل شد تا جایی که مامون عباسی او را خریده و به خاطر توجهات او نسبت به این دختر، به عریب لقب «مامونیه» دادند.
دیگر فرزند جعفر به نام مالک است که او را جد ابن خلکان میدانند.
درباره یحیی نیز نوشته‌اند که از فرزندان جعفر بوده و با امین برادر رضاعی بود.

## مناصب و خدمات
جعفر در جایگاه ها و مناصب مختلفی که به او سپرده شد نیز خود را به خوبی نشان داد که همین امر باعث محبوب شدن او نزد هارون شد؛ اولین منصب او در سال ۱۷۶ه.ق(792میلادی) با حکومت مصر آغاز میشود که یکسال بیشتر در این جایگاه نماند. او تلاش داشت پس از احضار برادرش فضل از خراسان توسط هارون، جای او را بگیرد ولی در سال ۱۸۰ه.ق(796 میلادی) مامور و فرمانده سرکوب شورش سوریه شد که با جدیت، بسیاری از شورشیان را کشت. پس از سرکوب کردن شورش به بغداد بازگشت و از اینجا بود که در دیدگان خلیفه جا باز کرد و در کنار ثروت بسیاری که هارون به او داد بالاخره جای برادرش فضل را هم گرفت. یکی از القاب جعفر، سلطان است که به گفته ابن خلدون نشان‌دهنده مقام ریاست کل حکومت و مدیریت تام و تمام امور آن بوده است. دیگر منصب او حاکم خراسان و سجستان است که بیست روز بیشتر در آن باقی نماند و پس از بازگشت به بغداد وظیفه فرماندهی سربازان محافظ خلیفه را عهده‌دار شد. جعفر برای مدتی پس از فضل، ریاست دیوان خاتم را نیز عهده‌دار شد. منصب دیگری که جعفر آن را عهده‌دار بود ریاست کل برید و دارالضرب ها بوده است. یکی دیگر از خدماتی که جعفر انجام داد آوردن بختیشوع به بغداد در سال ۱۷۵ق بود که او پانزده سال بعد طبیب مخصوص هارون‌الرشید شد.

## جایگاه در نزد هارون الرشید و حکومت
از علاقه بسیار هارون نسبت به جعفر در منابع سخن های زیادی گفته شده و این علاقه به حدی بوده که در اکثر مواقع هارون به حرف جعفر عمل میکرد و از دستوراتش نیز کوتاه می‌آمد. همچنین خلیفه تربیت فرزندش مامون را به وی سپرد. ریاست امور دارالاخلافه نیز به دست جعفر اداره میشد و کسی توان مقابله با او نداشت. ابن عبد ربه روایتی در این باره آورده که روزی هارون بر عبدالملک بن صالح هاشمی خشمناک شد و او را عزل کرد؛ از انجا که عبدالملک با جعفر دوستی داشت او را واسطه درخواست‌هایش از خلیفه قرار داد، او از جعفر خواست که از هارون خواهش کند تا او را ببخشد، چهارصد هزار دینار به او بدهد، دختر هارون به عقد پسرش درآید و علاوه بر آن پسرش در حکومت به مقامی برسد؛ در مجلسی جعفر این خواهش ها را بیان کرد و در کمال تعجب حاضران، خلیفه هر چه جعفر خواست اجابت کرد و هم دخترش را به عقد پسر عبدالملک درآورد و هم پسر را والی مصر کرد! هارون چنان به جعفر علاقه داشت و محبوب او بود که نمی‌توانست دوری او را تحمل کند و هر روز باید او را نزد خویش میدید. پدر جعفر نیز از این اتفاق ناخشنود بود و از عواقب آن بیم داشت. حسودان و رقیبان دربار نیز چون فضل بن ربیع برای مقابله با این گرمی بین خلیفه و جعفر، جوان زیرکی به نام زراره را نزد هارون معرفی کرده تا تلاش کند جعفر از چشمان خلیفه بیفتد که در این امر موفق هم شدند.

## ماجرای عباسه
داستان جعفر و عباسه از جمله روایت های برجسته تاریخ عباسیان است که البته در منابع و پژوهش ها بحث بر سر آن بسیار رفته است. داستان از آنجا شروع می‌شود که هارون علاوه بر علاقه بسیارش به جعفر که پیشتر اشاره شد، بسیار خواهر خویش یعنی عباسه را نیز دوست می‌داشت و تکریم می‌کرد تا آنجا که مدت زیادی نمی‌توانست دوری او از دیدگانش را تحمل کند؛ به همین علت برای حل این مشکل که هم عباسه و هم جعفر را همیشه بتواند همزمان نزد خویش ببیند و طوری نباشد که وقتی جعفر نزد اوست از محضر خواهرش محروم بماند یا بالعکس، تصمیمی رنج‌آور برای جعفر رقم زد که در آخر باعث کشته شدن وی و یکی از عوامل نابودی خاندان برمکیان شد.؟ هارون، جعفر را مجبور ساخت تا به عقد خواهرش عباسه درآید ولی با این شرط که وقتی نزد او هستند سخن بگویند و یکدیگر را بینند و هنگامی که از پیش خلیفه رفتند هیچ گونه ارتباطی با هم نداشته و غریبه باشند!  ؟ جعفر به‌شدت از این تصمیم بیمناک بود و با چرب زبانی ها و عبارات تملق‌گونه سعی کرد هارون را منصرف کند ؟ اما راه به جایی نبرد و در آخر تسلیم این امر گشت. رفته رفته در هم‌نشینی هایی که جعفر و عباسه با هارون داشتند علاقه‌ای بینشان شکل گرفت؛ چرا که طبق گفته منابع عباسه در جمال و زیبایی دارای کمال بود و جعفر نیز در سخنوری و اعاده کلام بسیار ماهر،؟ نتیجه آنکه ارتباطات پنهانی‌شان به دور از چشم و گوش هارون برای مدتی شکل گرفت. حاصل این پنهان‌کاری ها نیز یک یا دو فرزند بود که عباسه و جعفر از ترس خشم هارون سالها آنها را در مکه مخفی کرده بودند.؟ بر سر چگونگی مطلع شدن هارون از این ماجرا اختلافاتی وجود دارد، در روایتی آمده است که یکی از کنیزان عباسه که از او آزرده شده بود خبر این فرزندان را به گوش هارون رساند؟ و در روایت دیگری گفته شده زبیده همسر هارون، یکی از غلامان حرم را با تهدید و اجبار وادار کرد که این خبر را به هارون برساند که در این روایت رابطه جعفر و عباسه مدت هفت سال دوام داشته و سه فرزند حاصل آن بوده که یکی از دنیا رفته و دو فرزند دیگر در مدینه بوده‌اند.؟ و یا خود زبیده به هارون این خبر را رسانیده و گفته بود همه افراد حرم از این ماجرا آگاهند!
در پی این اخبار هارون مصمم شد خودش از این گفته ها مطمئن شود و عزم حج کرد، عباسه نیز فورا دستور داد فرزندان را از مکه به یمن ببرند ولی هارون با این کار کاملا به صحت گفته ها پی برد و پس از برگشت دستور قتل جعفر و نابودی برمکیان را صادر کرد.؟

### نقد های وارده
با توجه به نظرات و بررسی های مختلفی که درباره این داستان بیان شده میتوان چنین برداشت کرد که ماجرای جعفر و عباسه چیزی بیشتر از یک افسانه یا قصه که در طول تاریخ به واسطه نویسندگان رنگ و لعاب گرفته نیست! اولین نقدی که بر این داستان وارد است آن است که چگونه میشود هارونی که علاقه و کنجکاوی بسیار در زندگی اطرافیانش داشته و حتی برای جعفر جاسوس گذاشته بود،  از این ماجرا باخبر نشود آنهم به طول هفت سال و به گفته زبیده در حالی که همه اهل حرم باخبر بوده‌اند! خود زبیده نیز محل اشکال است چرا که او از دشمنان برمکیان بوده اما با این وجود سالها این خبر را مخفی کرده بود؟ 
دیگر آنکه میدانیم هارون هر روز خواهر خویش را میدیده است و علت عقد او با جعفر نیز همین بوده؛ حال چگونه ممکن است که عباسه با وجود وضع حمل و احوالات جسمی و ظاهری این دوره، نزد برادر رفته باشد و هارون به هیچ وجه متوجه نشود؟ در ضمن در بعضی منابع تعداد فرزندان جعفر و عباسه را دو تا سه فرزند ذکر کرده‌اند! مسئله بعدی ذکر شدن این ماجرا ابتدا در کتاب طبری و سپس راه یافتن آن به سایر منابع است که این امر محل ابهام است چرا که طبری فقط به شرح روایات پرداخته و گفته ها را تایید یا رد نکرده است! حدس زده میشود از آنجا که مردم دلیل محکمی برای آن نوع رفتار و دگرگونی هارون نسبت به برمکیان پیدا نمیکردند به این داستان روی آورده و آن را بین یکدیگر شایع ساختند. یعقوبی نیز به عنوان مورخی خرده‌گیر و ابوالفرج اصفهانی به عنوان کسی که تقریبا همه روایات مربوط به هارون و برمکیان را آورده به این ماجرا هیچ اشاره‌ای نکرده‌اند که باز هم باعث شک و تردید میشود. 

## به قتل رسیدن
پس از بازگشت هارون از حج به عراق، در آخرین جمعه محرم ۱۸۷ه.ق جعفر قصد داشت که به خراسان برود، ولی هارون سفرش را یک روز به تاخیر انداخت و یا چون جعفر زمان سفر را سعد ندیده بود آن را یک روز عقب انداخت؛ هارون در همان شب مجلس عیشی به راه انداخت و از جعفر پذیرایی کرد و سپس او را به خانه‌اش روانه کرد. پس از مدتی مسرور خادم را برای قتل او فرستاد که او هم برای اجرای حکم خلیفه سراغ جعفر رفته و سرش را از تنش جدا کرده نزد هارون آورد. طبق روایت مسعودی جعفر تلاش کرد مسرور را از این کار با این بهانه که خلیفه از کارش پشیمان میشود منع کند ولی راه به جایی نبرد. زمانی که سر جعفر را نزد هارون بردند، بالای سر او ایستاده گناهانش را نام برد و اشاره کرد که با آنکه جعفر از نجوم و سعد و نحس ایام باخبر بود ولی نتوانست از مرگ خود جان سالم به در ببرد. پس از قتل او هارون به خاندان برمکیان نیز رحم نکرد و اکثر آنها را یا به قتل رساند و یا به زندان انداخت. یحیی پدر جعفر هم پس از شنیدن خبر قتل فرزندش با هارون به مشکل برخورد و طبق گزارشاتی او را نیز لعنت کرد.

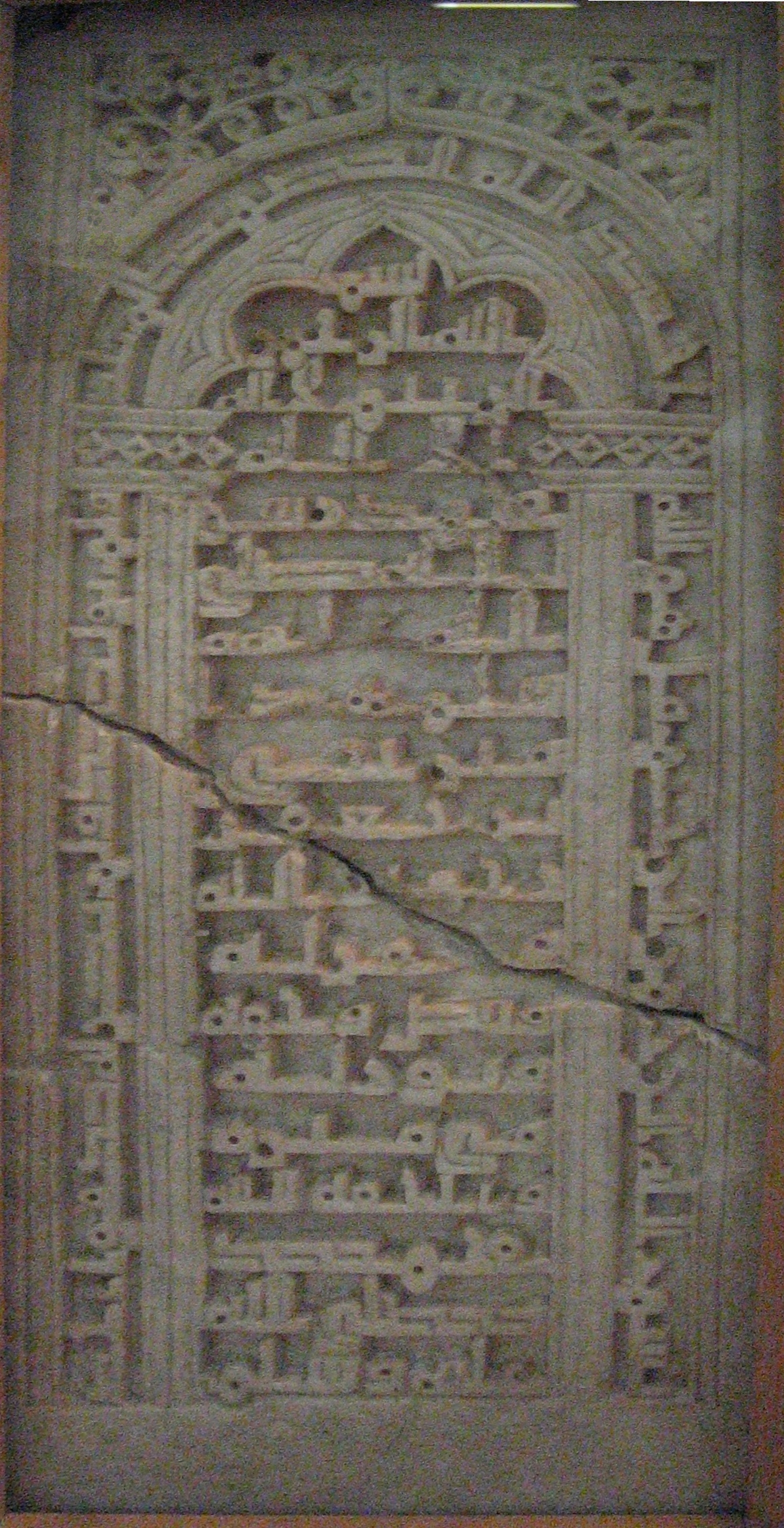
سنگ قبر جعفر برمکی موزه ملی ایران

از دلایل قتل جعفر و اتفاقات پس از آن نسبت به خاندان برمکیان جدای از ماجرای عباسه میتوان موارد دیگری را هم برشمرد. یکی از این دلایل، نفوذ و چیرگی فراوان جعفر و این خاندان در اداره حکومت بود و همین امر باعث برانگیختن حسادت بسیاری از افراد در خلافت عباسی شده بود که در نتیجه آن تهمت هایی مثل دزدی و ثروت‌اندوزی پنهانی از خزانه را به این خاندان نسبت میدادند و چهره‌شان را نزد خلیفه مخدوش میساختند. دلیل دیگری که بر قتل جعفر میتوان ذکر کرد جوان باهوشی به نام زراره است که فضل بن ربیع از نزدیکان خلیفه و دشمنان برمکیان، او را معرفی کرد تا جای جعفر را بگیرد که او هم با تحریک ها و بدگویی هایی که نزد خلیفه از جعفر بیان میکرد زمینه های قتل او را رقم زد. زبیده همسر هارون نیز از دیگر دشمنان برمکیان و محرک هارون در امر نابودی و قتل آنها به شمار می‌آید. یکی دیگر از دلایل خشم گرفتن هارون هم آزاد کردن یحیی بن عبدالله حسنی توسط فضل یا جعفر آنهم بدون مشورت با خلیفه بوده است.

## جستار های وابسته
برمکیان
یحیی بن خالد برمکی
هارون‌الرشید
عباسیان